# 24749 Grebel
24749 Grebel là một tiểu hành tinh vành đai chính với chu kỳ quỹ đạo là 2084.9520670 ngày (5.71 năm).
Nó được phát hiện ngày 24 tháng 9 năm 1992.